# Hakyō Ishida
Pour les articles homonymes, voir Ishida.
Hakyō Ishida (石田 波郷, Ishida Hakyō) , né Tetsuo Ishida (石田 哲大, Ishida Tetsuo) le 18 mars 1913 à Habu, ancien district d'Onsen-gun (aujourd'hui Nishihabu, Matsuyama) et mort le 21 novembre 1969, est un poète japonais.
Ishida est l'élève du poète de haiku Shūōshi Mizuhara. Il est membre du groupe réuni autour du magazine littéraire Ashibi avant de fonder sa propre revue. Pendant la Seconde Guerre mondiale, il contracte une maladie pulmonaire qui affectera sa santé pour le reste de sa vie.
En 1950, Ishida publie son ouvrage majeur, le recueil de poèmes Sha-kumyō, qui lui donnera sa notoriété.

## Source de la traduction
- (de) Cet article est partiellement ou en totalité issu de l’article de Wikipédia en allemand intitulé « Ishida Hakyō » (voir la liste des auteurs).